# 刘继光
刘继光（1921年11月—2023年1月2日），河北雄县人，中国人民解放军少将，曾担任解放军军事法院原院长。

## 生平
刘继光1938年9月入伍，1941年6月加入中国共产党。早年参加国共内战，担任北平军事调解处速记员。历任文书、速记员、秘书、股长、科长、副处长、检察员、政治部副主任，解放军军事法院副院长等职。1982年，担任中国人民解放军军事法院院长。
2023年1月2日，刘继光因病于北京逝世，享年101岁。讣告刊登在3月26日的《解放军报》。